# Walpertskirchen
Walpertskirchen är en kommun och ort i Landkreis Erding i Regierungsbezirk Oberbayern i förbundslandet Bayern i Tyskland.
Kommunen ingår i förvaltningsgemenskapen Hörlkofen tillsammans med kommunen Wörth.